# Philippe Pottier
Philippe Pottier (Monthey, Wallis kanton, 1938. július 9. – Genf, 1985. szeptember 22.) svájci labdarúgó-középpályás, edző.
A svájci válogatott tagjaként részt vett az 1962-es labdarúgó-világbajnokságon.

## Pályafutása
Pályafutása során hazájában játszott a FC La Chaux-de-Fonds és a Servette FC, valamint a Étoile Carouge csapatában, de légióskodott Franciaországban, a Stade Français és az Angers SCO csapatában.
Philippe Pottier 16 alkalommal lépett pályára a svájci válogatottban, amellyel részt vett az 1962-es labdarúgó-világbajnokságon. A tornán egy találkozón, Chile ellen lépett pályára, Svájc pedig már a csoportmérkőzéseket követően kiesett a további küzdelmektől.
Az Étoile Carouge csapatát három szezonon át edzette visszavonulása után, szülővárosában ma stadion viseli a nevét.

## Sikerei, díjai
- Svájci Kupa
  - Győztes 1957, 1961, 1971